# Завгородній Максим Романович
Завгородній Максим Романович (нар. 23 квітня 2001, м. Шостка, Сумської області) — український футболіст, що грає за київський клуб «Динамо» та національні збірні U-16 та U-17, чемпіон ДЮФЛУ 2017 року.

## Біографія
Максим Завгородній народився у квітні 2001 року в місті Шостка на півночі Сумщини. З дитинства навчався у ДЮСШ «Імпульс» (Шостка), відвідуючи футбольну секцію. Перший тренер - Владислав Петренко. Вчився також у школі «Азовсталь» (Маріуполь).  
У сезоні 2014/2015 років грав за команду РВУФК (Київ) у чемпіонаті дитячо-юнацької футбольної ліги України U-14. Він став найкращим бомбардиром чемпіонату, забивши у 14 іграх (794 хвилини на полі) 17 голів. 
Наступного сезону він у складі цієї команди, яка змінила назву на ОК імені І.Піддубного (Київ), грав у чемпіонаті ДЮФЛУ U-15.
У жовтні 2015 року вперше був викликаний до молодшої юнацької збірної з футболу (головний тренер Олександр Головко), де грав як нападаючий. Бубудучи наймолодшим гравцем збірної, 14 листопада 2015 року забив свій перший гол у збірній під час спарингового матчу з однолітками з Білорусі.  
У листопаді 2015 року перейшов на навчання до дитячо-юнацької футбольної школи київського «Динамо», а також підписав контракт з футбольним клубом.

## Досягнення
У складі команди «Динамо» U-16 став чемпіоном дитячо-юнацької футбольної ліги України (ДЮФЛУ) сезону 2016/2017 років.
У вересні 2017 року був включений до заявки київського «Динамо». Грає на позиції півзахисника.